# Delsey
Delsey (delsɛː) — французская компания, производящая багаж и дорожные аксессуары. Штаб-квартира компании находится в пригороде Парижа Трамбле-ан-Франс. В Delsey работает 400 сотрудников, а оборот компании составляет около 130 млн евро.

## История
В 1911 году компания Établissements Delahaye специализировалась на производстве футляров для фотоаппаратов и чехлов для пишущих машинок и проигрывателей. Эмиль Делахай и братья Сейнхейв объединили свои усилия в 1946 году, объединив свои имена для создания бренда Delsey. Делси использовала свой опыт в производстве футляров для фотоаппаратов и проигрывателей, чтобы сформировать отдел, специализирующийся на дорожных предметах из формованного пластика.
В 2015 году Делси представила прототип «умного чемодана» под названием Pluggage, содержащего встроенные электронные гаджеты, которые взаимодействуют с приложением для смартфона. Особенности включают в себя весы, локаторный маяк, беспроводной динамик, дистанционную блокировку и зарядное устройство для телефона. Это похоже на конкурирующие модели Airbus Bag2Go и Bluesmart, которые разрабатываются одновременно с продуктом Delsey.

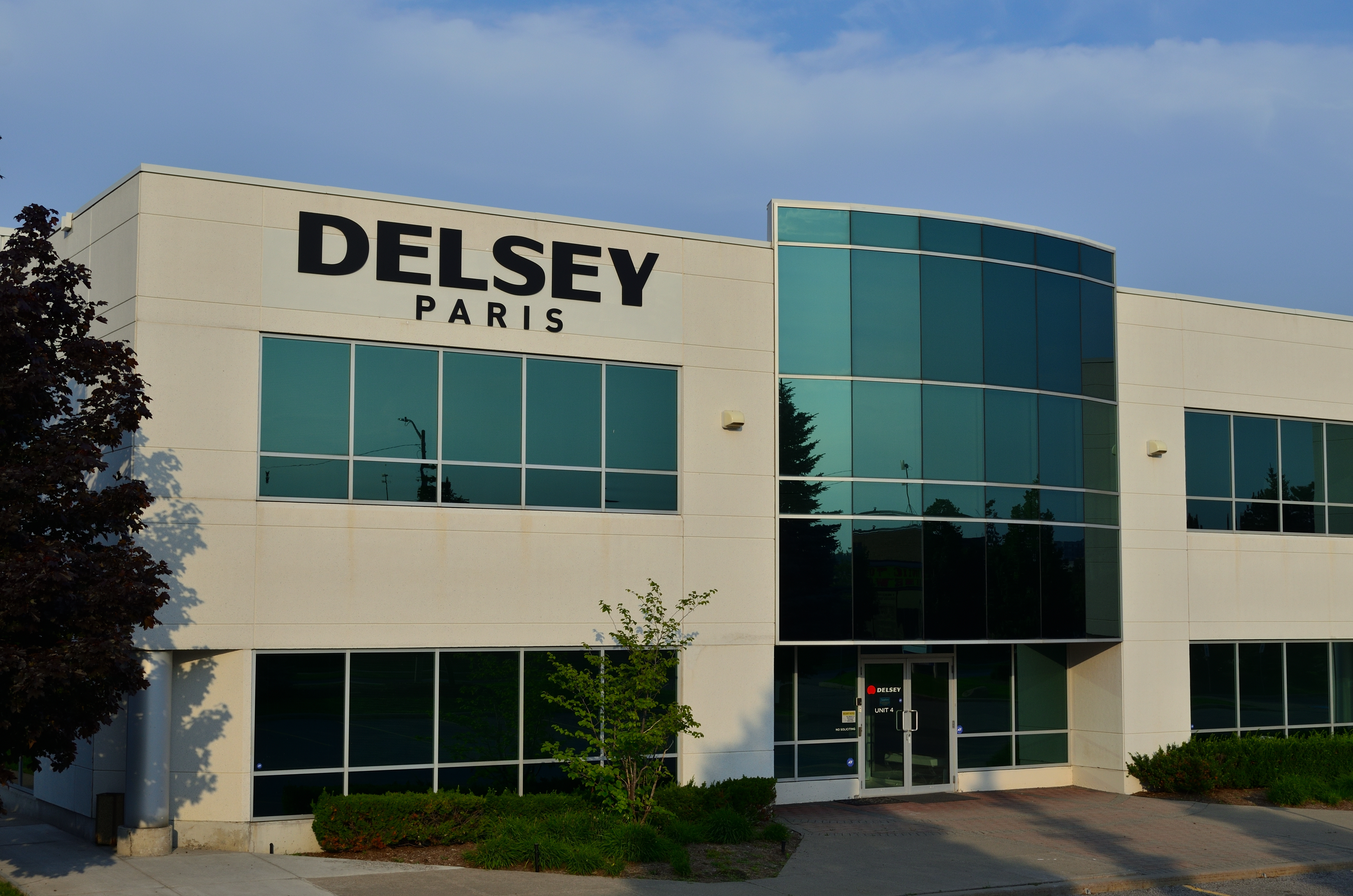
Офис Delsey в Северной Америке